# Walking Purchase

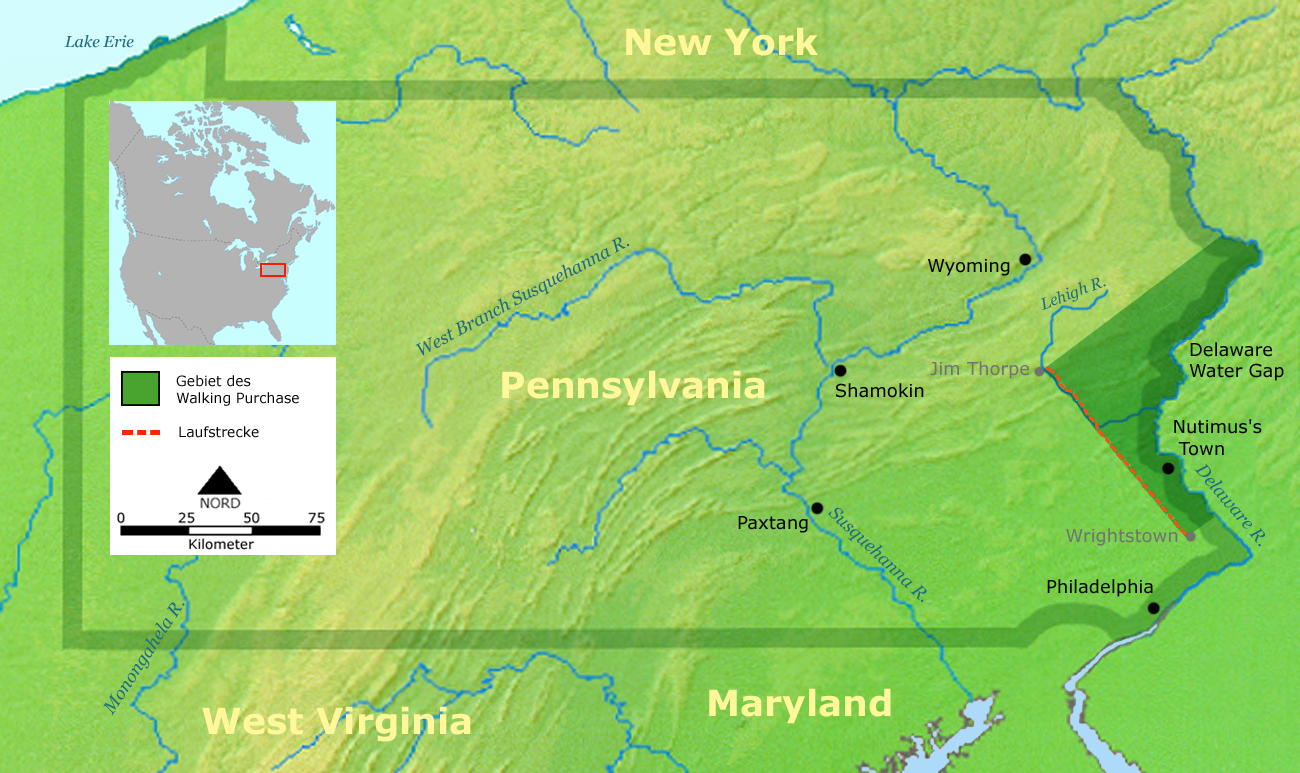
Gebiet, das die Lenape durch den Walking Purchase verloren.

Lappawinsoe, Häuptling der Lenni Lenape, um 1735, der den Walking-Purchase-Vertrag unterzeichnete.

Walking Purchase (dt.: Laufkauf) wird ein Vertrag genannt, der 1737 zwischen William Penns Sohn Thomas und den Lenni Lenape geschlossen wurde.
William Penn, der Gründer Pennsylvanias und ein frommer Quäker, war dafür bekannt, dass er die Indianer fair behandelte. Im Gegensatz zu den anderen Kolonien war deshalb in Pennsylvania das Verhältnis zwischen Kolonisten und Indianern vertrauensvoll. Um 1737 war William Penn schon fast 20 Jahre tot und sein Sohn Thomas, Erbe und Landbesitzer, musste Land verkaufen, um die Schulden seiner Familie zu begleichen. Das Land, das er veräußern wollte, lag am Oberlauf des Delaware Rivers, dem Wohngebiet der Lenni Lenape. Penn wies ein altes, aber nicht unterzeichnetes Dokument aus dem Jahr 1686 vor und überzeugte Häuptling Lappawinsoe, dass es sich um eine rechtsverbindliche Verkaufsurkunde für das erwähnte Gebiet handelte. Die Indianer akzeptierten den Vertrag, in dem Glauben, es wäre nur eine unbedeutende Grenzangleichung. Durch die Urkunde wurde der Familie Penn soviel Land überschrieben, wie ein Mann in anderthalb Tagen umschreiten kann, ohne die Route weiter zu definieren.
Der Regierungsbeamte James Logan hatte einen schlauen Plan und ließ für die drei schnellsten Läufer der Kolonie von Holzfällern den Weg freischlagen. Am 19. September 1737 in der Frühe begannen Edward Marshall, Solomon Jennings und James Yeates ihren Lauf und rannten ohne Pause den ganzen Tag und auch die folgende Nacht hindurch. Zwei der drei Läufer gaben erschöpft auf, doch der dritte legte in anderthalb Tagen eine Strecke von 113 km zurück.
Der Besitzanspruch der Penns umfasste schließlich 4.860 km² im heutigen Nordosten von Pennsylvania, das ist fast die doppelte Größe des Saarlandes. Der Vertrag kostete die Lenni Lenape ihr gesamtes Land und auch die Minisink wurden enteignet. Als die Lenape gegen diesen offensichtlichen Betrug protestierten und den Vertrag annullieren wollten, wurden sie auf Verlangen der Kolonisten von den Irokesen vertrieben. Ohne eigenen Landbesitz mussten sie weiter nach Westen an den oberen Susquehanna River ziehen.